# Hemilea quadrimaculata
Hemilea quadrimaculata es una especie de insecto del género Hemilea de la familia Tephritidae del orden Diptera.

## Historia
Albany Hancock y Drew la describieron científicamente por primera vez en el año 1995.